# Jake Garn
Edwin Jacob "Jake" Garn (Richfield, 12 de outubro de 1932) é um político norte-americano. Membro do Partido Republicano, serviu como senador entre 1974 e 1993. Foi também o primeiro membro ativo do Congresso dos Estados Unidos a ir ao espaço, quando participou, como especialista de carga, da tripulação da missão STS-51-D do ônibus espacial Discovery, em abril de 1985.

## Serviço militar e política
Um ex-executivo do ramo de seguros antes de entrar na política, Jake Garn formou-se em negócios e finanças na Universidade de Utah e completou um bacharelado em ciências na mesma universidade, antes de servir nas Forças Armadas. Serviu na Marinha dos Estados Unidos como piloto naval e na Guarda Nacional Aérea de Utah, pilotando grandes aviões de reabastecimento aéreo como os Boeing KC-97 Stratotanker e o KC-135 Stratotanker, retirando-se do serviço ativo em 1979 com a patente de coronel. Depois de sua missão espacial na Discovery, veio a ser promovido a brigadeiro-general. Como piloto, acumulou mais de 10.000 horas de voo entre aeronaves civis e militares.
Antes de ser eleito ao Senado, Garn foi prefeito de Salt Lake City entre 1972 e 1974. Eleito em 1974 e releito em 1980, ele serviu no Congresso por quase dezenove anos, mandato encerrado em 3 de janeiro de 1993.

## Astronauta
Garn foi escolhido para ir ao espaço em 1985, como "observador do Congresso", na missão STS-51-D Discovery, em abril de 1985, tornando-se o primeiro congressista norte-americano a fazê-lo. Durante os sete dias da missão, apesar do treinamento como astronauta que realizou, o senador teve vários enjoos a bordo, conhecidos como síndrome de adaptação ao espaço, e tão severos que uma escala de tipo de enjoos e dificuldades para adaptação no espaço foi criada como piada dentro da NASA, em que 'Um Garn' era o nível mais alto dela.
O 'Jake Garn Mission Simulator and Training Facility', na NASA, dedicado ao treinamento em falta de gravidade dos postulantes a astronautas para o programa do ônibus espacial e da Estação Espacial Internacional, foi batizado em homenagem a ele.